# Танкосић (презиме)
Танкосић је српско презиме, 685. по заступљености у Србији, најчешће је у Моравичком округу.

## Порекло
Порекло презимена може бити двојако: од „танко косити“, или „они са танком косом“. У Црној Гори и Санџаку неки су прешли у муслиманство, у Дубровнику (златарска породица, изумрла) католика; остали су православци, динарског типа грађе; најчешће су високог раста, смеђе косе (од скоро беле у детињству, до врло тамно пепељасте у зрелом добу), очију боје лешника, жућкастог тена, равних и широких рамена и правих, јаких костију.
Једни потичу из фамилије Курсуле која је дала великог српског јунака из Првог српског устанка, Јована Курсулу. Када су Јовановог оца убили Турци, цела породица крајем 18. века из Црне Горе сели се у Србију. Презиме добијају по мајци Танкосави. Славе Светог Архангела Михајла Аранђеловдан. Други потичу од фамилије пореклом из Крајине и Босне. Славе и Ђурђевдан.

## Познати људи
- Војислав Танкосић (1880-1915), војвода и мајор српске војске (1880-1915)
- Вељко Танкосић (1856-1916), парох и народни вођа (1856-1916)